# Aloe lindenii
Aloe lindenii är en grästrädsväxtart som beskrevs av John Jacob Lavranos. Aloe lindenii ingår i släktet Aloe och familjen grästrädsväxter.
Artens utbredningsområde är Somalia. Inga underarter finns listade i Catalogue of Life.